# 태평륜 침몰 사고
태평륜 침몰 사고는 1949년 1월 27일 중국에서 발생한 해난 사고이다. 여객선 태평륜이 상하이에서 지룽 시를 향해 야간 항해 중 침몰했다. 태평륜에 타고 있던 1000명이 사망했다. 오스트레일리아 군함이 34명을 구출했으며, 생존자는 모두 50명이었다.

## 같이 보기
- 태평륜 (영화)